# Gran escándalo del tranvía de Estados Unidos

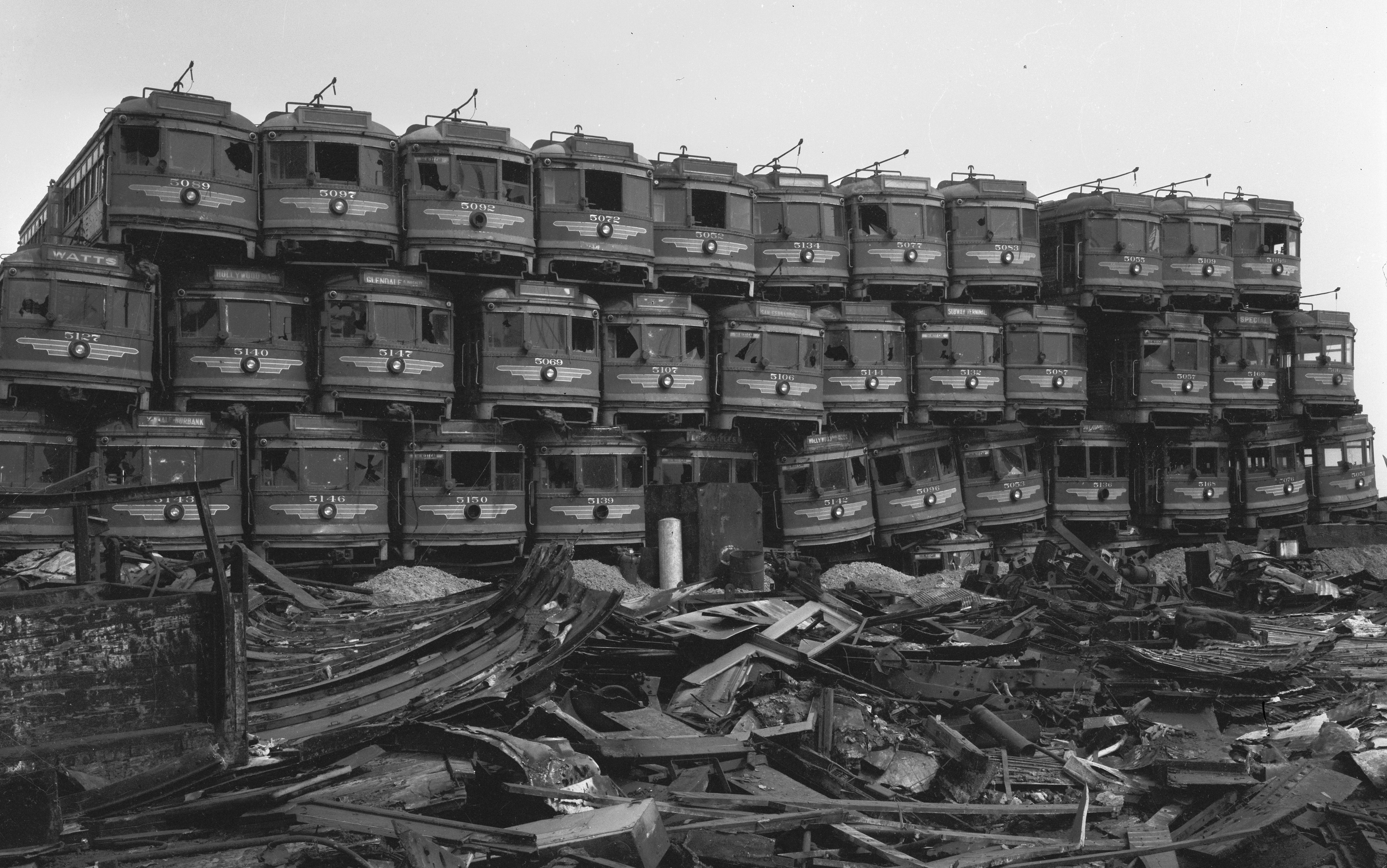
Tranvías de la compañía Pacific Electric Railway en un desguace, 1956

El gran escándalo de los tranvías es una confabulación que se produjo en los Estados Unidos, protagonizada por General Motors y otras empresas (relacionadas con la fabricación de automóviles y con el petróleo), que compraron los tranvías de muchas ciudades, para posteriormente desmantelarlos y con eso dar preferencia a la compra de los autobuses y de los automóviles que fabricaban. El Senado de los Estados Unidos juzgó estos hechos en la década de 1970, revisando la conspiración organizada entre los años 1930 y 1950 por las corporaciones encausadas.

## Coyuntura
Antes de los años 1930 la gran mayoría de los desplazamientos se realizaban en transporte público, especialmente en el interior de las ciudades, y sólo el 10% de los estadounidenses poseían automóviles. Sin embargo, entre 1936 y 1950, empresas con gran interés en el automóvil, como General Motors, Standard Oil y Firestone, crean y promovieron el desarrollo de la empresa National City Lines (NCL), que compró las redes de tranvías de 45 grandes ciudades de los Estados Unidos para reemplazarlas por redes de autobuses fabricados por General Motors. Entre estas ciudades estaban Detroit, Nueva York, Oakland, Filadelfia, San Luis, Salt Lake City, Tulsa, Baltimore, Minneapolis, Seattle y Los Ángeles.

## Versiones
Existen dos versiones de los hechos:

### Se produjo una eliminación intencionada
Esta versión acusa a la General Motors y a sus asociaciones de haber querido eliminar el sistema de transporte público de los Estados Unidos con el fin de desarrollar la industria del automóvil. En 1974 el abogado Bradford Snell llevó ante el Senate Judiciary Comittee (Comité de Justicia del Senado) a General Motors por conspiración e intento de crear un monopolio. Las empresas incriminadas fueron juzgadas por violación de la ley Sherman Antitrust y condenadas (con una multa de 5.000 dólares para General Motors y una multa simbólica de 1 dólar para el resto de asociados) por conspiración para favorecer la compra de los autobuses de General Motors, pero no por haber eliminado los tranvías.

### Se produjo una eliminación natural
Esta versión defiende a General Motors. Apunta a que los tranvías de la época eran problemáticos y que su desaparición estaba ya programada, debido a diversos factores:
- La generalización de los motores de explosión desarrolló una gran industria automovilística y fueron los viajeros los que decidieron utilizar el vehículo privado y abandonar el tranvía
- Los tranvías dependían en gran medida del tráfico, y la congestión de las arterias principales los ralentizaba.
- Las redes de tranvías servían el centro de las ciudades y el coche se hacía necesario para los nuevos suburbios.
- Los problemas de gestión y de costes afectaron igualmente a los tranvías. La atribución de ayudas financieras era una cuestión política.

## Anexos